# Famille Montefiore
La famille Montefiore est une famille juive sépharade principalement fixée au Royaume-Uni, mais aussi aux États-Unis et en Belgique. D'abord établie en Italie, elle a compté plusieurs diplomates, universitaires, banquiers et philanthropes.
Elle a joué un rôle majeur dans l'émancipation des Juifs au XIXe siècle et dans l'histoire du sionisme. À Jérusalem, à Tel-Aviv, à Londres, à Liège, à New York, différents lieux ou institutions portent son nom.
Les Montefiore contractent des alliances avec des familles telles que les Rothschild, les Bischoffsheim ou les Cahen d'Anvers.
L'astéroïde (782) Montefiore doit son nom à Clarice Sebag-Monteﬁore, épouse d'Alphonse Mayer Rothschild.

## Origine
On trouve trace en 1630 de Montefiore installés à Ancône en Italie en tant que marchands.. En 1856, il existait  trois villes ainsi nommées dans les États pontificaux, mais on ignore de laquelle la famille Montefiore est issue.
Certains Montefiore se rendent à Livourne puis émigrent à Londres en 1740, aux Antilles ou en Australie, où ils font souche.

## Membres de la famille
- Sir Moïse Montefiore (1784-1885), fils de Joseph Elias Montefiore et de Rachel Mocatta, philanthrope, fondateur du quartier de Mishkenot Sha'ananim à Jérusalem (cf. « moulin de Montefiore ») et de l'Imperial Continental Gas Association, anoblli par la reine Victoria. Ses deux frères et cinq sœurs sont notamment Abraham (1788-1824), Horatio (1798-1867) et Sarah épouse Sebag[2].
- Joseph Barrow Montefiore (1803-1893), fils d'Eliezer Montefiore de la Barbade et de Judith Barrow de Londres, homme d'affaires[4],[5], installé à Londres puis émigré en Australie, il participe à la fondation du canton de Montefiore, à la banque d'Australasie et à la congrégation hébraïque de Sydney pour rejoindre la congrégation réformiste à Londres
- John Israel Montefiore (1807-1898), cousin de Joseph Barrow Montefiore[6]
- Charlotte (Simcha) Montefiore (1818-1854), fille d'Abraham Montefiore, épouse de son oncle Horatio, auteur, philosophe et philanthrope de l'éducation
- Eliezer Levi Montefiore (1820-1894), fils du marchand bruxellois Isaac Jacob Levi et d'Esther Hannah Montefiore, installé en Australie, homme d'affaires, directeur de galerie d'art et aquafortiste, fondateur de la National Art Gallery of New South Wales (1880)[7]. Ses frères Jacob et Edward et lui adoptent le nom de « Levi Montefiore »[8] et son frère cadet Georges, celui de « Montefiore-Levi ».
- Sir Joseph Sebag-Montefiore (1822-1903), fils de Solomon Sebag et de Sarah Montefiore (sœur de Moses)[9], banquier, courtier, (fondateur de Joseph Sebag & Company), homme politique, juge de paix, lieutenant de Londres, représentant de la communauté juive en Angleterre dont la congrégation juive hispano-portugaise[10], consul général italien à Londres, compagnon de l'Ordre de la Couronne d'Italie.
- Georges Montefiore-Levi (1832-1906), ingénieur, philanthrope et sénateur anglo-belge, fondateur de l'institut Montefiore à Liège ; sa femme, la philanthrope Hortense Montefiore-Bischoffsheim (1843-1901), est notamment la donatrice des fontaines Montefiore dans la même ville ; la découverte posthume de la conversion de sa femme au catholicisme le pousse à abandonner son mandat de sénateur libéral.
- Edward Levi Montefiore (1826-1907), né britannique, frère d'Eliezer et Jacob Levi Montefiore et de Georges Montefiore Levi, épouse Emma Cahen d'Anvers (1833-1901) et s'installe en France comme banquier associé de la banque Cahen d'Anvers, tout en gravant, dans ses loisirs, des eaux-fortes à ne pas confondre avec les œuvres de son frère australien Eliezer.
- Dora Montefiore (1851-1933), née Fuller, avocate, féministe anglo-australienne, poète, mariée à George Barrow Montefiore (fils de Joseph Barrow Montefiore)
- Claude Montefiore (1858-1938), fondateur du judaïsme libéral britannique et président de l'Association anglo-juive
- Leonard Montefiore (1889-1961), fils de Claude Montefiore, philanthrope et humaniste
- Clarice Adelaide Sebag-Montefiore (1894-1967), fille d'Edmond Sebag Montefiore, épouse d'Alphonse Meyer de Rothschild (1894-1967), collectionneuse d'art à Vienne ; l'astéroïde 782 Montefiore est nommé en son honneur.
- Hugh Montefiore né Hugh William Sebag-Montefiore (1920-2005), théologien et prélat anglican, fils du lieutenant Charles Edward Sebag-Montefiore (1884-1960) et arrière-petit-neveu de Moïse Montefiore[11]
- Alan Montefiore[12] (né en 1926), philosophe et écrivain britannique, fellow et tutor de Balliol College (Oxford)
- Hugh Sebag Montefiore (né en 1955), avocat et essayiste, fils du psychothérapeute Stephen Eric Sebag Montefiore (arrière-petit-neveu de Moïse Montefiore)
- Simon Sebag Montefiore (né en 1965), historien, frère de Hugh Sebag Montefiore ; son épouse, Santa Montefiore (née en 1970), est une romancière

## Galerie

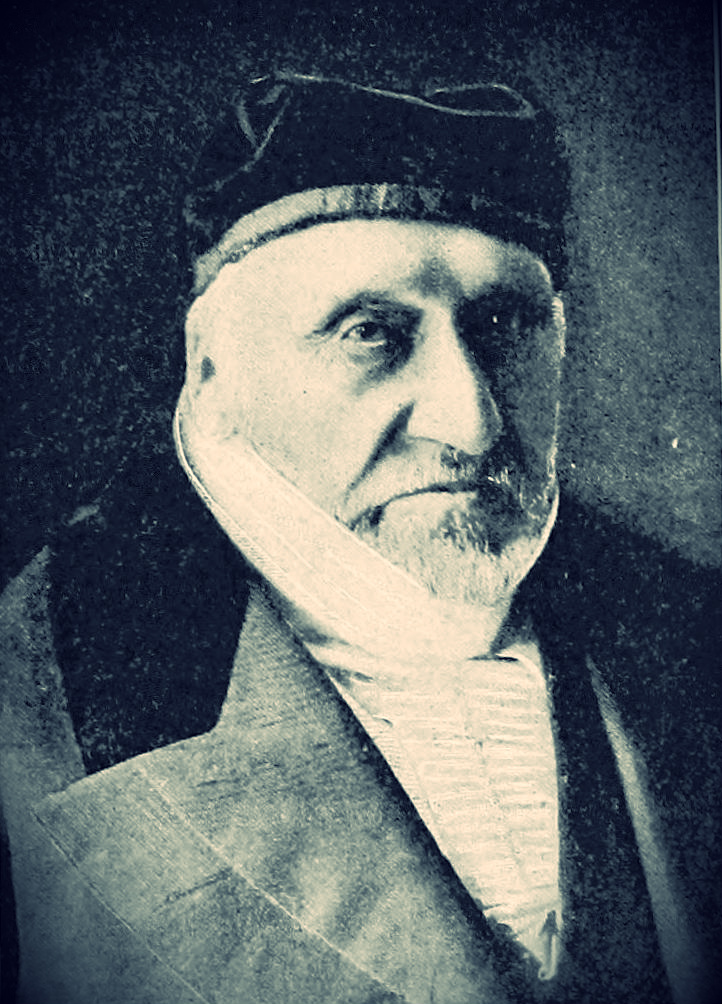
Moïse Montefiore (1885)
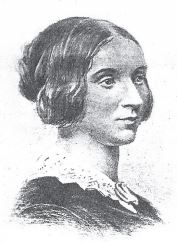
Charlotte Montefiore (av. 1823)
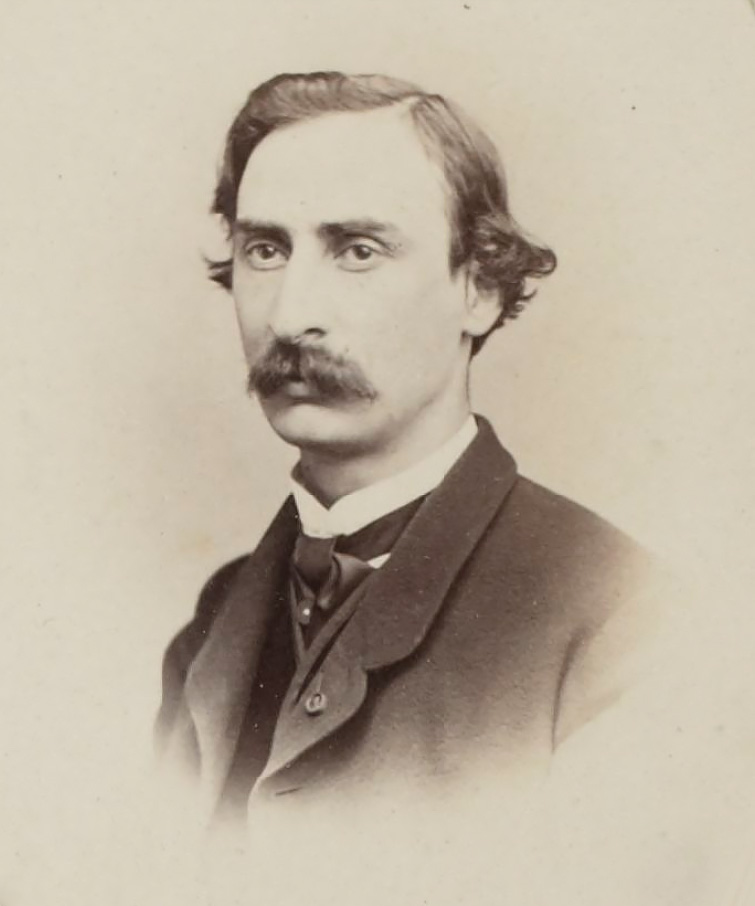
Georges Montefiore-Levi (v. 1880)
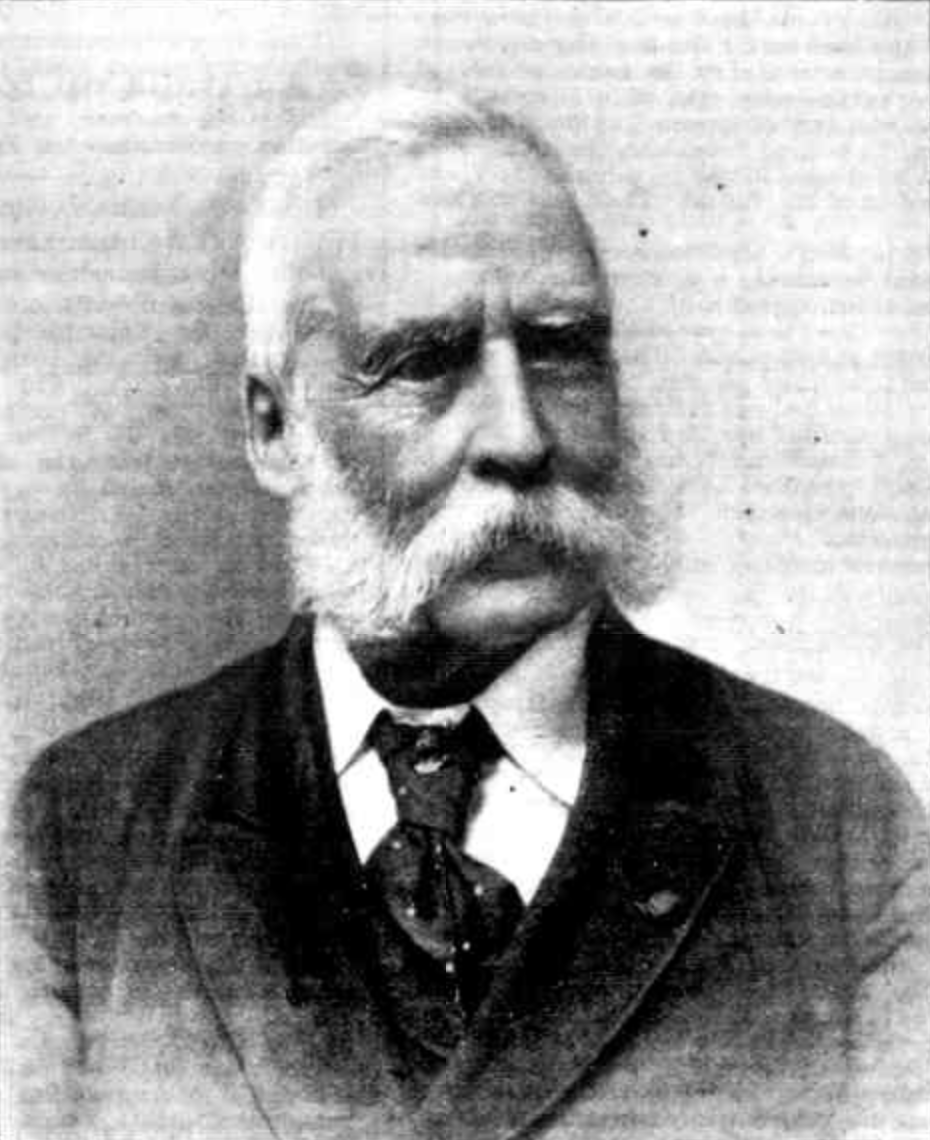
Eliezer Levi Montefiore (1894)
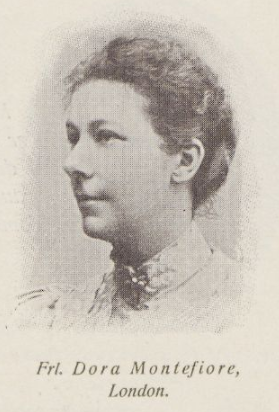
Dora Montefiore née Fuller (v. 1904)
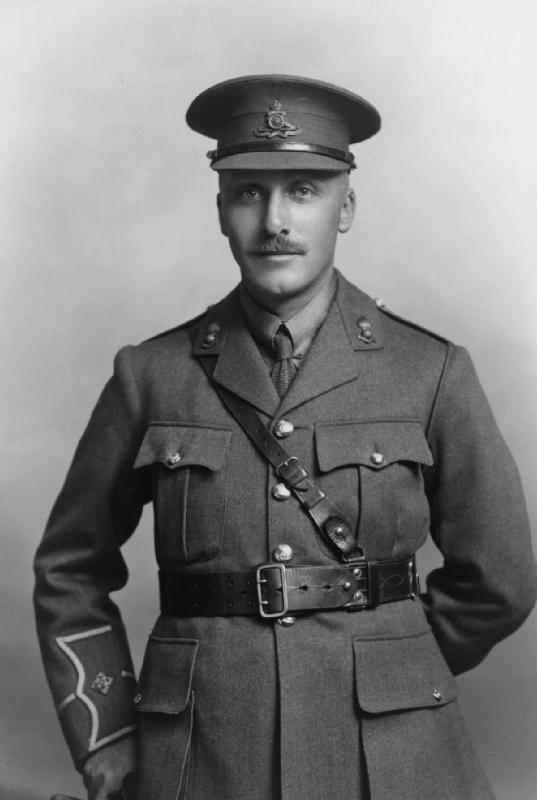
Lt Charles Edward Sebag-Montefiore (1918)
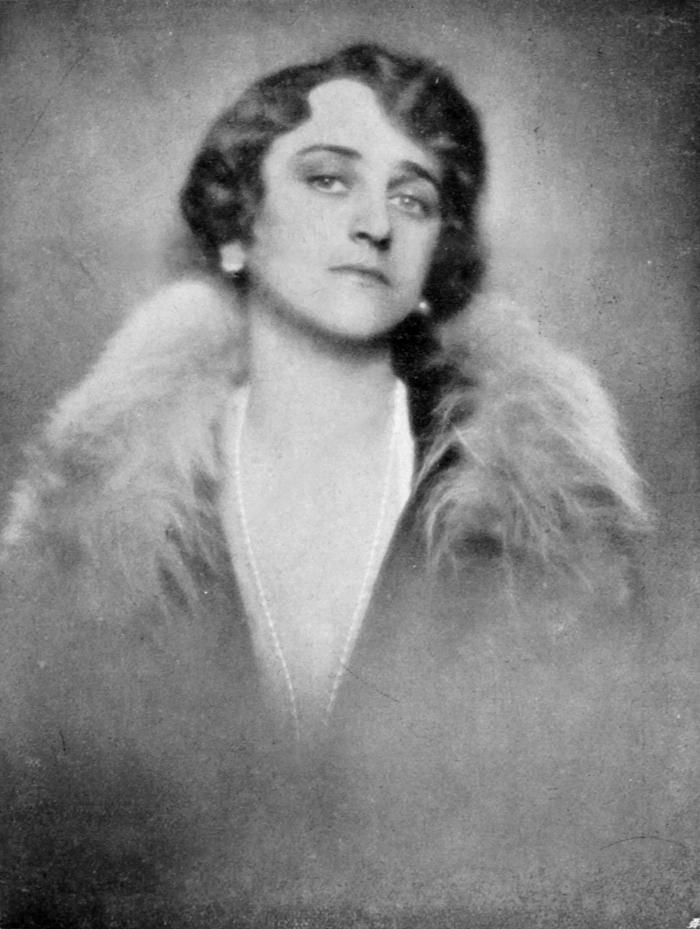
Clarice de Rothschild née Sebag-Montefiore (v. 1927)